# Collegio uninominale Molise - 01 (Senato della Repubblica)
Il collegio elettorale uninominale Molise - 01 è un collegio elettorale uninominale della Repubblica Italiana per l'elezione del Senato.

## Territorio
Come previsto dalla legge elettorale italiana del 2017, il collegio è stato definito tramite decreto legislativo all'interno della circoscrizione Molise.
È formato dal territorio dell'intera regione Molise così come il collegio plurinominale Molise - 01.

## Eletti
| Elezione | Elezione | Senatore        | Partito            |
| -------- | -------- | --------------- | ------------------ |
|          | 2018     | Luigi Di Marzio | Movimento 5 Stelle |
|          | 2020     | Luigi Di Marzio | Indipendente       |
|          | 2022     | Claudio Lotito  | Forza Italia       |

## Dati elettorali

### XVIII legislatura
Come previsto dalla legge elettorale, 116 senatori sono eletti con sistema a maggioranza relativa in altrettanti collegi uninominali a turno unico.
| Candidati              | Candidati                 | Voti    | %     | Liste                | Voti    | %     |
| ---------------------- | ------------------------- | ------- | ----- | -------------------- | ------- | ----- |
|                        | Luigi Di Marzio ✔️ Eletto | 71 067  | 44,50 | Movimento 5 Stelle   | 71 067  | 44,50 |
|                        | Angelo Michele Iorio      | 49 294  | 30,86 | Forza Italia         | 25 265  | 15,82 |
| Lega                   | Angelo Michele Iorio      | 49 294  | 30,86 | 13 374               | 8,37    |       |
| Noi con l'Italia - UDC | Angelo Michele Iorio      | 49 294  | 30,86 | 6 233                | 3,90    |       |
| Fratelli d'Italia      | Angelo Michele Iorio      | 49 294  | 30,86 | 4 422                | 2,77    |       |
|                        | Enrico Colavita           | 28 212  | 17,66 | Partito Democratico  | 24 076  | 15,07 |
| +Europa                | Enrico Colavita           | 28 212  | 17,66 | 1 472                | 0,92    |       |
| Italia Europa Insieme  | Enrico Colavita           | 28 212  | 17,66 | 1 350                | 0,85    |       |
| Civica Popolare        | Enrico Colavita           | 28 212  | 17,66 | 1 314                | 0,82    |       |
|                        | Gianmaria Palmieri        | 5 962   | 3,73  | Liberi e Uguali      | 5 962   | 3,73  |
|                        | Paolo Marinucci           | 1 847   | 1,16  | Potere al Popolo!    | 1 847   | 1,16  |
|                        | Enzo Lalli                | 1 427   | 0,89  | CasaPound            | 1 427   | 0,89  |
|                        | Roberto Pano              | 1 216   | 0,76  | Partito Comunista    | 1 216   | 0,76  |
|                        | Annamaria D'Andrea        | 608     | 0,38  | Partito Valore Umano | 608     | 0,38  |
|                        | Renato Lelli              | 86      | 0,05  | PRI - ALA            | 86      | 0,05  |
| Totale                 | Totale                    | 159 719 | 100   |                      | 159 719 | 100   |
|                        |                           |         |       |                      |         |       |
| Voti non validi        | Voti non validi           | 6 931   | 4,16  |                      |         |       |
| Votanti                | Votanti                   | 166 650 | 71,31 |                      |         |       |
| Elettori               | Elettori                  | 233 710 |       |                      |         |       |

### XIX legislatura
Come previsto dalla legge elettorale, 74 senatori sono eletti con sistema a maggioranza relativa in altrettanti collegi uninominali a turno unico.
| Candidati                                 | Candidati                | Voti    | %     | Liste                          | Voti    | %     |
| ----------------------------------------- | ------------------------ | ------- | ----- | ------------------------------ | ------- | ----- |
|                                           | Claudio Lotito ✔️ Eletto | 55 656  | 42,92 | Fratelli d'Italia              | 29 063  | 22,41 |
| Forza Italia                              | Claudio Lotito ✔️ Eletto | 55 656  | 42,92 | 16 434                         | 12,67   |       |
| Lega                                      | Claudio Lotito ✔️ Eletto | 55 656  | 42,92 | 8 434                          | 6,50    |       |
| Noi moderati/Lupi - Toti - Brugnaro - UDC | Claudio Lotito ✔️ Eletto | 55 656  | 42,92 | 1 725                          | 1,33    |       |
|                                           | Ottavio Antonio Balducci | 31 614  | 24,38 | Movimento 5 Stelle             | 31 614  | 24,38 |
|                                           | Rossella Gianfagna       | 30 503  | 23,52 | Partito Democratico-IDP        | 23 790  | 18,34 |
| Alleanza Verdi e Sinistra                 | Rossella Gianfagna       | 30 503  | 23,52 | 3 782                          | 2,92    |       |
| +Europa                                   | Rossella Gianfagna       | 30 503  | 23,52 | 2 006                          | 1,55    |       |
| Impegno Civico - Centro Democratico       | Rossella Gianfagna       | 30 503  | 23,52 | 925                            | 0,71    |       |
|                                           | Carla Giammaria          | 6 029   | 4,65  | Azione - Italia Viva - Calenda | 6 029   | 4,65  |
|                                           | Rossano Pazzagli         | 2 293   | 1,77  | Unione Popolare                | 2 293   | 1,77  |
|                                           | Nicola Lanza             | 2 211   | 1,70  | Italia Sovrana e Popolare      | 2 211   | 1,70  |
|                                           | Antonio Visco            | 1 380   | 1,06  | Noi di Centro – Europeisti     | 1 380   | 1,06  |
| Totale                                    | Totale                   | 129 686 | 100   |                                | 129 686 | 100   |
|                                           |                          |         |       |                                |         |       |
| Voti non validi                           | Voti non validi          | 8 337   | 6,04  |                                |         |       |
| Votanti                                   | Votanti                  | 138 023 | 56,59 |                                |         |       |
| Elettori                                  | Elettori                 | 243 884 |       |                                |         |       |